# 格里斯基兴附近圣格奥尔根
格里斯基兴附近圣格奥尔根是奥地利上奥地利州格里斯基尔兴县的一个市镇。总面积11.4平方公里，总人口1155人，人口密度101.3人/平方公里（2005年）。